# فاليري كوباسوف
فاليري نيكولايفيتش كوباسوف (بالروسية: Вале́рий Никола́евич Куба́сов) كان رائد فضاء سوفيتيًّا روسيًّا، طار إلى الفضاء في مهمتين ضمن برنامج سايوز بدور مهندس طيران: سايوز 6 وسايوز 19 (مهمة أبولو-سايوز) وقاد مهمة سايوز 36 في برنامج إنتركوزموس. في 21 يوليو 1975، هبطت مركبة سايوز 7 كيه-تي إم التي استخدمت في مهمة أبولو-سايوز، في كازخستان في 5:51 مساءً، وكان كوباسوف أول من يخرج من المركبة. أجرى كوباسوف أيضًا أول تجربة لحام في الفضاء إلى جانب جيورجي شونين.
كان كوباسوف مشاركًا أيضًا في تطوير محطة الفضاء مير. وتقاعد من البرنامج الفضائي الروسي في نوفمبر 1993، وعين لاحقًا نائبًا لمدير آر كيه كيه إنرجيا.
كان كوباسوف ضمن الطاقم الذي خُطط له أن يحلق في مهمة سايوز 2، التي كُشف أن بها نفس حساسات المظلة المعيبة التي أدت إلى وفاة فلاديمير كوماروف في مهمة سايوز 1، والتي أطلقت في النهاية دون طاقم. كذلك مُنع كوباسوف من الطيران قبل مهمة سايوز 11 التي توفي طاقمها جراء انخفاض الضغط بسبب صمام معيب.